# Konvergens (relation)
Konvergens i en relation är enligt vissa uppfattningar fenomenet att när personer har levt med varandra tillräckligt länge kommer deras handlingar, tänkande och framträdande att likriktas i takt med att relationen fortgår. Det finns dock en studie, av bland andra forskare vid Michigan State University och University of Minnesota, som tyder på att inte grundläggande personlighetsdrag (som hur inåtvända eller gladlynta makarna var) konvergerade, med undantag för hur aggressiva de var. De övriga grundläggande personlighetsgraden var förhållandevis likartade både bland nygifta och par som varit gifta 39 år, och forskarna föreslog att detta kunde bero på att partner inom relationer fann varandra på grund av liknande personlighetsdragen än att de utvecklade liknande personlighetsdrag när de väl hade ingått relationen.